# Domaća mačka
Domaća mačka  (Felis silvestris forma catus), kućna mačka ili najčešće mačka je mali mesožder iz obitelji mačaka. Prvobitno potječe od afričke divlje mačke, a živi uz ljude već oko 3.500 godina.
Mačka spada među najomiljenije kućne ljubimce. 69 milijuna mačaka živi u američkim domovima gdje su vrlo popularne, dok u cijelom svijetu živi preko 600 milijuna mačaka.
Postoji veliki broj raznih pasmina domaćih mačaka, rasnih i običnih, ali postoje i bezrepe ili bezdlake mačke, zbog mutacije. Naziv domaća mačka koristi se za sve mačke koje manje-više "dobrovoljno" žive u direktnom kontaktu s ljudima i smatra se da su se svojevoljno pripitomile jer su u blizini ljudskih nastambi lako dolazile do plijena (kao što su miševi). Razlikuju se od divljih mačaka (lakše su građe i manje agresivne) i velikih mačaka (manje su i mogu mijaukati, za razliku od većine velikih mačaka). One su vješti grabljivci i veoma su inteligentne životinje. Neke od njih se mogu naučiti (katkad mogu naučiti i same) pokretati jednostavnije mehanizme, poput kvake na vratima ili ručice na vodokotliću. Mačke komuniciraju glasom (mijaukanjem), predenjem, frktanjem, režanjem i škljocanjem, kao i govorom tijela. Mačke koje žive u grupama koriste kombinaciju glasova i govora tijela za međusobno sporazumijevanje.

## Klasifikacija
Domaća mačka nazvana je Felis catus po nomenklaturi švedskog botaničara Carla Linnéa iz 1758. godine. Johann Christian Daniel von Schreber nazvao je divlju mačku Felis silvestris 1775. godine. Domaća mačka se danas smatra podvrstom divlje mačke: po pravilu Internacionalnog koda nomenklature životinja ime vrste trebalo bi biti F. catus zbog toga što ga je Linné prvi upotrijebio. Međutim, u praksi većina biologa koriste F. silvestris za divlje vrste, a F. catus samo za domaću mačku.
Po mišljenju 2007 (objavljenom u tomu 60, dio 1, Bulletin of Zoological Nomenclature, 31. ožujka 2003. godine) Internacionalne komisije za nomenklaturu životinja "dozvoljena je upotreba 17 različitih imena zasnovanih na divljim vrstama, koja su nastala prije ili istovremeno s onima zasnovanim na domaćim vrstama", svrstavajući F. silvestris u divlju mačku, a F. silvestris catus za njenu domaću podvrstu (F. catus je još uvijek važeći naziv, ako se domaći oblik mačke računa kao posebna vrsta).

## Osnovna obilježja
Odrasla mačka je od njuške do kraja trupa dugačka prosječno 60 cm, a k tome ima rep koji je kod ženki dug 25,2 cm, a kod mužjaka 26,9 cm. U ramenima je visoka 30–35 cm. Može biti teška do 10 kg s tim, da su mužjaci obično veći nego ženke. Poznato je da su neke mačke težile otprilike 23 kilograma zbog "prežderavanja". To ima vrlo negativan utjecaj na mačku. Također, za povoljno utjecanje na svoje zdravlje, osobito ako živi u zatvorenom prostoru, treba povremeno na dan izaći van na vježbanje (igru).
Ženka je obično teška otprilike 4 kg, a mužjak 5,5 kg. 
Domaće mačke žive oko 15-20 godina, iako su opisani i pojedinačni slučajevi da su doživjele 30 i više godina. Najpoznatija mačka, zvana Puss, živjela je 36 godina, od 1903. do 1939. godine. Divlje mačke koje žive u urbanoj sredini često žive samo dvije godine ili manje. Divlje mačke u kolonijama mogu živjeti mnogo dulje. Najdulji zabilježeni vijek divlje mačke iznosi 26 godina. Da bi domaća mačka živjela dulje, dobro je da ne izlazi često na dan (najbolje je da van izlazi povremeno), zbog toga što se time smanjuje rizik od ogrebotina u borbi i izloženost bolestima koje mogu zahvatiti domaću mačku. Uobičajeni životni vijek za populaciju mačaka bez ljudske pažnje i njege je različit, ovisno o spolu mačke, tako da životni vijek u mužjaka iznosi 1,4 do 3,2 godine, a u ženki 3,3 do 4,2 godine. 

### Osjetila
Iako mačja osjetila mirisa i sluha vjerojatno nisu toliko razvijena, kao npr. kod miša, u mnogim situacijama su bolja od čovjekovih. Ona zajedno s njenim visoko razvijenim osjetilima vida, okusa i dodira čine mačku sisavcem koji jako dobro osjeća. Mačke imaju izraženo dobro razvijen čitav niz osjetila. Velike oči okrenute prema naprijed omogućuju joj dobar osjećaj za prostor i vrlo točnu procjenu udaljenosti, a naročito dobro registriraju brzo kretanje.

#### Vid
U mraku vide 50% bolje od ljudi, zahvaljujući velikoj gustoći receptora što stanice mrežnice čini posebno osjetljivim na svjetlo, dok im je dnevni vid lošiji od noćnog. Mačke u prosjeku imaju vidno polje od 200°, što je usporedno čovjekovih 180°, s binokularnim poljem (koje preklapa slike oba oka) užim od čovjekovog. Mačke, kao i psi, posjeduju tapetum lucidum koji odbija dodatnu svjetlost u mrežnicu. Dok tapetum lucidum povećava sposobnost vida pri slaboj svjetlosti, s druge strane umanjuje oštrinu vida pri obilnoj svjetlosti. Tapetum i ostali mehanizmi mački daju umanjenu osjetljivost na svjetlost, koja iznosi sedam puta manje od one kod čovjeka. Umjesto dijela oka pod nazivom fovea koje ljudima daje oštrinu centralnog vida, mačke posjeduju centralnu vezu poznatiju kao vizualna linija. Mogu razlikovati boje, ali ne i slične nijanse.
Mačke posjeduju i treći očni kapak, odnosno tanku, prozirnu membranu koja prekriva oči sa strane. Može se vidjeti u trenutku kada mačka otvara oči, kao i kada je pospana ili zadovoljna. Ako je pak mačka neprekidno pokazuje, trebalo bi je odvesti kod veterinara. Boja očiju kod mačaka varira. Najčešće su to zlatna, zelena i narančasta. Plave oči najčešće se povezuju sa sijamskim mačkama, ali se mogu javiti i kod albino mačaka, te kod nekih pasmina dobivenih selekcijom u uzgoju. Ako mačka ima dva plava oka, obično je gluha, a ako su joj oči narančaste nema problema sa sluhom. Mačke kod kojih je jedno oko plavo, a drugo narančasto su obično gluhe na strani na kojoj se nalazi plavo oko.

#### Sluh
Ljudi i mačke imaju sličan prag sluha na nižem dijelu ljestvice, ali mačke mogu čuti i zvukove vrlo visoke frekvencije, čak bolje i od pasa. Mačke mogu čuti 2 oktave više od ljudi, i polovinu oktave više od pasa. Sluh im je osjetljiviji od psećeg i tri puta bolji od ljudskog. Kada nešto sluša ona će, zahvaljujući tome što u svakom uhu ima čak 32 mišića, uši usmjeriti u smjeru izvora zvuka, a također može pomicati uši neovisno jedno od drugog i to naprijed, natrag i u koso, kako bi otkrile izvor zvuka. Mačke mogu (s greškom do 7,5 cm) odrediti točnu lokaciju zvuka proizvedenog u daljini od jednog metra, što može biti vrlo korisno u lovu.

#### Njuh
Osjetilo mirisa domaće mačke je četrnaest puta jače od čovjekovog, a u nosu imaju dvostruko više stanica za miris od ljudi, što znači da mogu nanjušiti predmete koje čovjek inače i ne osjeća. One također imaju i organ za njuh pri vrhu njihovih usta zvani vomeronasal ili Jakobsonov organ. Kada mačka nabora gubicu, niže k bradi, i opusti jezik, otvara se put za vomeronasal. Takav izraz lica se često opisuje kao ruganje.

#### Dodir
Mačke imaju mnogo jakih dlačica koje su posebno izražene u četiri reda iznad gornje usne ("brkovi"), po nekoliko na svakom obrazu te, zatim, kao čuperci iznad očiju i čekinje na bradi. Mogu se nalaziti i na zglobovima i slične su onima koje čine trepavice. "Brkovi" (vibrissae) pomažu mački oko navigacije i osjećaja. One mogu otkriti veoma male promjene u zraku koje ukazuju mački na stvari koje ne vidi. Dva gornja reda brkova mogu se pomicati neovisno od donjih za preciznije mjerenje. Smatra se da se mačka oslanja na svoje brkove kada se nađe u magli. Također joj pomažu da procijeni može li se nekamo smjestiti ili povući. Oni su i pokazatelj mačkinog raspoloženja. Kada su okrenuti naprijed znači da je mačka radoznala i prijateljski raspoložena, a kada su opušteni znači da je agresivna ili se brani. U Njemačkoj ljudi smatraju da, ako se mačka čisti ili umiva, da to zapravo najavljuje dolazak skore oluje.
Među svim životinjama imaju najbolji osjećaj ravnoteže. Kod pada s visine od 2–3 m iz bilo kojeg položaja će se okrenuti nogama prema dolje prije nego ispruženih šapa doskoči na podlogu. Pri tome joj rep služi kao kormilo. Mačka može skočiti samo s manje visine, jer pad s velike visine uvelike joj škodi, a pad s još veće visine je velika opasnost za mačku.

#### Okus
Po istraživanju National Geographica od 8. prosinca 2005., mačke ne mogu okusiti slatku hranu zbog greške u genu za recepciju slatkoće. Neki znanstvenici smatraju da je to povezano s prirodnom prehranom mačke koja je bogata bjelančevinama, iako je nejasno je li to uzrok ili posljedica.

### Anatomija mačke

#### Kostur
Mačkin kostur sastoji se od preko 230 kostiju. Kao i kod svih sisavaca, kralježnica joj se se sastoji od 7 cervikalnhi kralježaka (vratnih), 13 torakalnih -prsnih kralježaka (čovjek ih ima 12), 3 križna kralješka kao većina sisavaca (čovjek obično ima 5 križnih kralježaka s trticom). Mačke također imaju gipke ključne kosti koje omogućuju da se pokreće u bilo kojem smjeru gdje im se može okrenuti glava.

#### Uši
Trideset i dva zasebna mišića omogućavaju mački da pokreće uši neovisno jedno od drugog. Većina mačaka ima podignute uši. Za razliku od pasa, spuštene uši su prava rijetkost. Kada je uplašena ili ljuta, mačka uz frktanje i režanje, povija uši unazad. Mačka će također poviti uši unazad i dok se igra, ili kada je zainteresira zvuk koji joj dolazi s leđa.

#### Zubi
Mačke imaju visoko specijalizirane i snažne zube i probavni trakt prilagođen probavljanju mesa, npr. predkutnjak i prvi kutnjak zajedno čine par koji ima ulogu sijeći meso. Zubalo mačke obično ima 30 trajnih zubi, a sve dok se ne pojave trajni zubi, mačka ima 26 mliječnih zubi. Mačji jezik posjeduje oštre nabore (papillae) pogodne za struganje mesa s kostiju. Te papillae su u stvari kukice okrenute unatrag koje sadrže keratin (od kojeg su također načinjeni čovjekovi nokti i kosa) i pomažu kod čišćenja.

#### Noge
Rašireno vjerovanje kaže da se mačka uvijek dočeka na noge; to se uglavnom i događa, ali ne uvijek. Za vrijeme pada, mačka refleksno okreće svoje tijelo i ispravlja se koristeći svoj visoko razvijeni osjećaj za ravnotežu i elastičnost. Ona se uvijek ispravlja u istom pravcu, ako za to ima vremena u tijeku pada. Pojedine vrste koje nemaju rep su izuzetak, zato što mačka koristi rep za balansiranje za vrijeme pada.
Mačke, kao i psi, hodaju direktno se oslanjajući na prste, dok kosti njihovih šapa čine manji dio vidljivog dijela noge. Sposobne su za veoma precizan hod, jer direktno osjećaju da je mjesto na kojem se nalazi prednja šapa direktno se podudara s mjestom zadnje šape, što smanjuje šumove i vidljive tragove. Ovo također omogućava siguran korak po neravnim podlogama. Mogu dostići brzinu od 45 km/h.
Mačke imaju uvlačive pandže. To je, u stvari, pogrešan naziv, jer u svom normalnom, opuštenom položaju, mačke drže svoje pandže obavijene kožom i krznom oko nožnih prstiju, a to rade kako bi im pandže uvijek bile oštre. Mogu izbaciti pandže na različitu duljinu, ovisno od toga love li, brane li se, penju itd. Po volji mogu izbaciti pandže na samo jednoj ili više šapa. Također, mačke izbacuju pandže i kada hodaju po mekanim površinama (krevetu, tepihu itd.) ili kada ih čovjek drži, obično kada su njihove prednje šape u blizini čovjekovih ramena.

### Metabolizam
Mačke prikupljaju snagu spavanjem više od većine drugih životinja, naročito dok rastu. Trajanje spavanja za vrijeme dana varira, obično 12–16 sati, a u prosjeku 13–14. Neke mačke mogu spavati čak 20 sati dnevno.
Zbog njihove noćne prirode, kod mačaka predvečer dolazi do povećane hiperaktivnosti i želje za igrom koje neki nazivaju "večernje ludilo", "noćno ludilo" ili "ludi sat".
Temperament mačke varira ovisno od vrste i socijalnih činitelja. Kratkodlake mačke su obično mršavije i aktivnije, dok su dugodlake deblje i manje aktivne.
Normalna tjelesna temperatura mačke je između 38 i 39 °C. 
Mačji puls iznosi između 140 do 220 otkucaja u minuti i obično ovisi od toga koliko je ona uzbuđena. Za mačku koja se odmara normalan puls iznosi između 150 i 180 otkucaja u minutu, gotovo dvostruko više od čovjeka.

### Inteligencija
Mačke imaju veliku sposobnost učenja i sjećanja, koje koriste prije svega za informacije koje su im od neke koristi. Tu spadaju prije svega njena najdraža hrana, mjesto na kojem stoji posudica s vodom i mačji toalet, najudobnije mjesto za spavanje i mjesto na kojem stoji njena najmilija igračka. Osim toga, vrlo brzo otkriju kako se trebaju ponašati da čovjeka pridobiju da učini ono što one žele, pa se tako posebno dobro odzivaju na svoje ime kad je vrijeme obroka. Mačke koje žive na otvorenom dobro se sjećaju granica svog područja, poznatih mačaka koje se pojavljuju na tom području kao i opasnih pasa. Asocijativno sjećanje omogućuje mački da rješava novi problem uspoređujući ga s već doživljenim. Na taj način bez problema razumiju međusobne odnose između pojedinih događaja i reagiraju na nove, do tada nepoznate situacije.
Mačke dolaze na svijet s nizom instinkata, ali neke oblike ponašanja koji se na to nadovezuju moraju sa strpljenjem i trudom naučiti. U to spadaju, na primjer, lov i upotreba mačjeg toaleta. Iza trećeg tjedna starosti mačića, majka im počne donositi lovinu. U početku, mačka samo pred njima pojede već mrtvu lovinu. Kasnije ju donese živu, i pred mačićima ju ubije i ostavi njima da pokušaju jesti. Na kraju, donese živu lovinu i pusti ih da ju hvataju. Ako mačići ne dobiju pouku o takvom načinu lovljenja od svoje majke, ili je majka loš lovac, vjerojatno ni oni nikada neće biti dobri lovci.

### Zdravlje
Mačke su poznate po svojoj čistoći, a način njihova čišćenja uključuje lizanje vlastitog krzna. Njihova slina je "sredstvo" za čišćenje, ali ona kod ljudi može izazvati alergiju. U kućnoj prašini katkad se nalaze djelići mačje kože i drugih tvari koje mogu prouzročiti simptome nekih bolesti. Ljudi alergični na mačke i oni koji pate od astme ili slične bolesti dišnog sustava, uglavnom se brzo priviknu na mačku s kojom žive, dok na ostale i dalje ostaju alergični. Mnoge mačke uživaju čistiti ljude ili druge mačke, često se trljaju o ljude i predmete s kojim su blisko povezane, a tako ostavlja i mirisni trag.
Neke od mačaka povremeno iskašljavaju krznene loptice koje se nagomilaju u njihovim trbusima kao posljedica svakodnevnog čišćenja. Dugodlake mačke su sklonije iskašljavanju krznenih loptica od kratkodlakih. To se može spriječiti posebnom mačjom hranom i lijekovima koji olakšavaju izbacivanje krzna, kao i redovitim češljanjem pomoću četke s čvrstom dlakom. Mačke na čišćenje troše gotovo istu količinu tekućine kao i na mokrenje.
Kućne mačke bi trebale imati kartonsku kutiju s pijeskom ili nekim sličnim rastresitim materijalom u kojima može obaviti malu i veliku nuždu. Kutija bi se svakodnevno trebala čistiti i često nabaviti novu (što ovisi od broja mačaka koje je koriste, kao i od materijala koji se u njoj nalazi, npr. piljevina duže ostaje čista, ali kod nekih mačaka može izazvati zdravstvene probleme).
Kartonska kutija je preporučljiva i za mačke koje povremeno izlaze vani. Ona, međutim, može predstavljati rizik od zaraze toksoplazmozom, bolesti mačaka koja je opasna za trudnice i ljude s oslabljenim imunitetom, a može se smanjiti rizik od zaraze ako se kartonska kutija redovito čisti. Čak je otprilike 60% ljudi izloženo toksoplazmi, no, također, mačke mogu prenositi trakavicu i tineju. Neke mačke mogu se naučiti i korištenju toaleta.
Preporučuje se da kućna mačka ima drvo za oštrenje pandži, kako ne bi uništavale namještaj, ali ga neke mačke ne prihvaćaju. Zato se nekim mačkama moraju često skraćivati kandže, ali se pri tom mora paziti na vene koje se nalaze blizu njih. 
Zbog svoje male veličine, domaće mačke ne predstavljaju praktično nikakvu opasnost po čovjeka, veći rizik predstavlja zaraza (u rijetkim slučajevima bjesnoća) do koje može doći zbog mačjeg ugriza ili ogrebotine. Postoji potencijalna opasnost da mačka povrijedi čovjeku oči, a kada čovjeka ogrebe negdje po tijelu, može doći do bolesti mačjeg ogreba, što se uglavnom događa pri dodiru s mačićima.

### Prehrana
Za svoju veličinu, domaće mačke su veoma efikasne grabežljivice. U lovu na manje kralježnjake, njihova taktika zasjede i prikradanja slična je onoj kod leoparda, a po skoku i korištenju pandži kao kod tigrova. Nakon što skoče na životinju koju žele uhvatiti, zariju svoje očnjake u vrat žrtve i prerežu joj kralježnicu, ili je uguše tako što je zadave, odnosno onemoguće joj da zrak dođe u dušnik.
Domaća mačka lovi i hrani se s oko tisuću različitih vrsta životinja, dok je kod velikih mačaka taj broj manji od sto. Velike mačke, teoretski, mogu također uloviti većinu vrsta kao i domaća, ali to ne čine zbog premalene hranjive vrijednosti tih životinja. Izuzetak je leopard koji često lovi zečeve i druge manje životinje. Domaće mačke vrlo često love i ubijaju ptice, miševe, štakore, i druge manje životinje iz okoline. Neke također love zečeve, glodavce, guštere, žabe, kukce i ribe. Bjelančevine su najvažniji dio njihove prehrane.
Domaće mačke jedu relativno malo povrća. Međutim, uobičajeno je da mačke u svoju prehranu koja se sastoji uglavnom od mesa, povremeno unesu male količine trave ili nekih biljaka, kao što to katkad čine i neki psi. Dok medvjedi obično u svoju prehranu unose voće, bobice, korijenje i med kada mogu, mačke se više vole hraniti prvenstveno sirovim mesom. Mačke imaju genetsku anomaliju koja im onemogućava da osjete slatko, što je vjerojatno povezano s njihovom potrebom za mesom, i gotovo sigurno povezano s njihovom odbojnošću prema voću i bobicama.
Mačke ponekad žvaču travu, lišće ili kućne biljke kako bi uklonile bolove u trbuhu. Ipak, neke od kućnih biljaka su štetne za njih i mogu uzrokovati različite bolesti i poremećaje. Npr. uskrsni ljiljan može dovesti do oštećenja bubrega, što je vrlo opasno za život mačke, jer najčešće izazove smrt. Neke mačke obožavaju mačju travu. Iako ju uglavnom ne jedu, često će se valjati po njoj, grepsti je ili žvakati. Efekt koji mačja trava ima na njih je obično kratak i traje samo nekoliko minuta, da bi se nakon 1 ili 2 sata ponovno javio. Još nekoliko biljaka ima ovakav efekt na mačke, ali manjeg intenziteta. Mačke mogu biti izbirljive u prehrani. To se događa kada vomeronasal postane osjetljiv na određenu vrstu hrane, ili ako ju vlasnik previše razmazi, tako da će mačka odbiti bilo koju vrstu hrane koju nije očekivala. Mnoge mačke vole "ljudsku hranu", poput kruha, pomfrita, pizze, juhe od rajčice, palačinki, maslina i dr. 
Kod mačaka se može javiti i stanje kada ona žvače neobične stvari poput neke tkanine, plastike ili vune. Takvo ponašanje je uglavnom posve bezopasno, no ako proguta veću količinu to može biti opasnije za nju, pa će najčešće morati na operaciju (ako se operacija odgodi, slijedi fatalni ishod), a ponašanje se najčešće javlja kod sijamske i burmanske mačke.

## Ponašanje
Staro mišljenje da su mačke samotnjaci je davno opovrgnuto. Među njima, kao i kod svih drugih, ima samotnjaka, ali su mačke po prirodi ipak druželjubive. Ako se promatra veće populacije mačaka, kao na pr. na nekim seoskim domaćinstvima ili u nekim velikim gradovima, kao, recimo, ispred Koloseja u Rimu pada u oči niz socijalnih interakcija između pojedinih životinja. Tako nešto bi kod tipičnih samotnjaka, kao što je npr. tigar bilo sasvim isključeno.
Mačke su, nasuprot tome, izraziti individualisti. One same određuju gdje i u čijem društvu će provoditi svoje vrijeme, i vrlo teško im se može nešto nametnuti. Na selu, doduše, često se udružuju u manje grupe koje podsjećaju na lavlji čopor. Takvi mačji čopori sastoje se od nekoliko ženki koje su u međusobnom srodstvu, njihovih starijih i mlađih mačića i jednim ili dva mužjaka. Dok se mužjaci, kad dosegnu spolnu zrelost, uglavnom raziđu, žensko potomstvo ostaje uz majku na njenom teritoriju i povećavaju grupu.

### Igra
Domaće mačke, posebno mačići, vole igru. Igrom mačići se uče lovu i ubijanju malih sisavaca i ptica.
Domaće mačke, naročito mačići, obožavaju igrati klupkom. Mnoge mačke ne mogu odoljeti klupku koji se njiše ili valja po podu. Ta ljubav prema klupku je često prikazana u crtanim filmovima ili na fotografijama, koje prikazuju mače koje se igra s klupkom. Ova sklonost je vjerojatno povezana s njihovim lovačkim instinktom. Ako mačka proguta klupko to može dovesti do bolesti, pa čak i smrti. Zbog toga neki ljudi u igri koriste laser s crvenom točkom, ali se mnogi protive ovom zbog opasnosti za oči, a još više gubitka zadovoljstva uspješnog hvatanja objekta. 

### Sporazumijevanje
Mačke se sporazumijevaju govorom tijela, glasom i mirisima. Mirisne signale koriste kako u direktnim susretima tako i na velike udaljenosti. Potrebne mirise izlučuju u lojnim i znojnim žlijezdama, a prenose ih trljanjem, grebanjem i mokraćom na predmete, biljke ili osobe. 
U neposrednom kontaktu signaliziraju emocionalno stanje držanjem i pokretima cijelog tijela i repa. Pritom, određenu ulogu ima i način kako drže uši kao i sužavanje i širenje zjenica.
Puno se toga može o raspoloženju mačke zaključiti po načinu kako drže rep. Ako ne žele skrenuti pažnju na sebe, drže se neutralno, rep sasvim usprave i izbjegavaju pogled prisutnih. Jako savijen vrh uspravnog repa znači prijazan pozdrav ili ponekad unaprijed radovanje nečemu što očekuju od čovjeka. Podignut rep s lagano savijenim vrhom znači zadovoljstvo ili napetost. Nakostriješen rep je znak prijetnje i agresivnosti, dok mahanje repom odražava nesigurnost i neodlučnost, a ne, kako se još i danas zna misliti, ljutnju.
Ako su dovoljno blizu, koriste i zvučne signale kako bi naglasile govor tijela. Frktanjem i režanjem izražavaju strah i agresivnost, dok glasom koji podsjeća na gugutanje goluba dozivaju mačiće.
Mijaukanje je najtipičniji zvuk koji koristi. Može imati različita značenja ovisno o načinu i situaciji u kojoj se njime koristi. Mačke koje nisu domaće izbjegavaju mijaukanje da ne bi skrenule pažnju mogućih neprijatelja.
Još jedan zvuk je izrazito karakterističan i najčešće je znak zadovoljstva. To je predenje. Predenjem, trljanjem uz tijelo i visoko dignutim ravnim repom u pravilu šalju signale pomirljivosti i izražavaju želju da otklone nečiju agresivnost. Međutim, predu i kada ih nešto boli kako bi time same sebe utješile. Npr. neke glasno predu za vrijeme okota mačića.

## Spolna zrelost
I mužjaci i ženke spolno sazrijevaju između šestog i osmog mjeseca života, ali pun tjelesni razvoj završavaju i jedni i drugi tek nekoliko mjeseci kasnije. Taj razvoj kod većine rasnih mačaka traje i nekoliko mjeseci duže. Sa spolnom zrelošću počinju se uočavati i razlike u tjelesnoj građi između mužjaka i ženki. Mužjaci su krupnije građe, imaju snažniji vrat a zbog masnih jastučića na obrazima imaju i veću glavu. Ženke su obično vitkije i imaju usku, trokutastu glavu. 
Osim fizičkih razlika, mužjaci i ženke se i različito ponašaju. Mužjaci su teritorijalne životinje i područje koje smatraju svojim obilježavaju štrcanjem mokraće i trljanjem o predmete na mjestima koja najčešće posjećuju. Na uljeze reagiraju prijetećim ponašanjem i izraženo agresivno. Za razliku od ženki, skloni su skitnji i izbivaju često danima, u potrazi za ženkama koje se upravo tjeraju ili u lovu. 

### Razmnožavanje
Mačke obično spolno sazrijevaju u šestom mjesecu života i tada se prvi put "tjeraju", a unutar razdoblja tjeranja plodne su obično pet do šest dana. Dok se tjera, mačka se neprekidno trlja o predmete, valja se po podu i diže stražnjicu u vis. Ako se u tom razdoblju ne pari s mužjakom, nakon oko tri tjedna ponovo će se tjerati.
Mačke koje izlaze na otvoreno dozivaju više mužjaka s jedne strane mirisnom porukom da se tjeraju sadržanoj u mokraći, a s druge strane bučnim glasanjem koje nalikuje na plač malog djeteta. Kad se mužjaci okupe, u prvoj fazi ih drži na odstojanju frktanjem, puhanjem i udarcima šapom, što iskusan mačak uspijeva izbjeći. Ženka se povlači na sigurnu udaljenost, dok mužjaci zastrašuju jedan drugog pogledima, kostriješenjem i glasnim urlanjem. Obilaze jedan drugog i procjenjuju se. Ako se ni jedan ne povuče na vrijeme priznajući da je slabiji, iz tog se susreta može razviti bitka iz koje mužjaci izlaze puni ogrebotina i ugriza. Pravo na parenje dobiva mačak koji iz tih okršaja izađe kao pobjednik. Smrtnost nekastriranih mužjaka je značajno veća nego kastriranih jer oni u potrazi za ženkama koje se tjeraju prelaze velike udaljenosti (nerijetko u radijusu preko 3 km) kao i posljedica bitaka za ženku.
Do parenja može doći tek kada ženka signalizira svoju spremnost za parenje tako da čučne, podigne stražnjicu i rep savije u stranu. Akt parenja traje nekoliko sekundi i naglo se prekida time što ženka uz vrisak zbaci mužjaka jer se na mužjakovom penisu nalazi izraslina koja akt čini bolnim za ženku. Ta je bol potrebna jer ona izaziva izlazak jajašca i omogućuje oplodnju. U razdoblju tjeranja mačka se može pariti s više mužjaka, a kako se kod svakog parenja oslobađa samo jedno jajašce, u jednom leglu može biti mačića s više različitih očeva.

### Mačići
Razdoblje tjeranja obično završava skotnošću koja se u prvim tjednima niti ne primjećuje. Tek zadnja tri tjedna su mačići dovoljno veliki da se može uočiti povećani obujam trbuha, a tada i počinju rasti mliječne žlijezde. Mačka u prosjeku nosi mačiće 63 do 65 dana. Zadnjih je dana nervozna i neprekidno traži sigurno mjesto na kojem će se okotiti. Često liže dojke i analno područje. Kad živi u kući ili stanu, mačka će za koćenje izabrati sobu osobe koju osjeća najbližom, te mjesto na kojem će se okotiti može biti poluotvoreni ormar, neka kutija ili čak krevet bliske osobe. Sam porod može trajati više sati, a ponekad i do 24 sata. Razmak između rađanja pojedinih mačića može biti vrlo različit. 
U prvom okotu jedne mačke leglo ima najčešće 2-3 mačića. Događa se, da se mačka s prvim okotom ne snađe i ne pokaže nikakvo zanimanje za svoje potomstvo. Ako se okoti na otvorenom, jednostavno ih ostavi, a mačići uginu. Kod kasnijih okota broj mačića se povećava i može narasti i do 7. Kako mačka ima samo 6 dojki, najslabiji, koji se ne uspije izboriti za svoju dojku, obično ugine, osim ako se čovjek ne umiješa i dohranjuje ga. Mače staro nekoliko sati može stati na čovjekov dlan, a mijaukanje kod mačića obično se javlja u ranoj dobi.

## Mačke u religiji i mitologiji
Povezanost ljudi i mačaka dovela je do njenog pojavljivanja u mitologiji i legendama više kultura, uključujući drevnu egipatsku, kinesku i nordijsku.
U egipatskoj mitologiji postojala je božica Bast, koja je, inače, bila božica u obliku domaće mačke, ali kad bi bila bijesna, pretvorila bi se u ratobornu lavicu Sekhmet. Mačka je za Egipćane bila sveta životinja koju su, kad bi mačka uginula, mumificirali.
Dok su u srednjem vijeku u Europi mačke ubijane zbog sumnje da su povezane sa Sotonom, u islamskim državama ih se poštovalo zbog redovitog održavanja čistoće. Mačke su, zapravo, jedine životinje kojima je dopušten ulazak u džamiju. Prorok Muhammed je toliko volio svoju mačku Muezzu, da je jednom prilikom, kako ne bi probudio ljubimicu koja je spavala na rukavu njegove košulje, odrezao rukav i otišao na molitvu. Često je držao govor gladeći mačku u krilu. 
Nekoliko papa je posjedovalo mačke a među njima je i papa Benedikt XVI. U Japanu, bijela mačka Maneki smatra se simbolom sreće, a zbog toga se naziva Sretna mačka, te se čak koristi kao "kasica" za prikupljanje novca.

## Popularnost
Mačka je popularna kod ljudi, te se ona često prikazuje na fotografijama ili crtanim filmovima kako se igraju s klupkom ili kako love miševe. U mnogim suvremenim crtanim filmovima mačke su glavni likovi.
Najpoznatiji likovi mačaka u crtanim filmovima su Tom i Sylvester iz Tom i Jerry i crtanih filmova Looney Tunesa, te Fritz i Garfield. U književnosti, u bajci braće Grimm 
Mačak u čizmama glavni je lik mačak koji je od trećeg mlinarevog sina zatražio da mu kupi čizme i, usput, obećao da će biti bogat, dok je u knjizi Lewisa Carolla Alica u zemlji čudesa Češirska mačka neobični lik koji ima sposobnost nevidljivosti i iznenadnog pojavljivanja.

## Neke pasmine domaćih mačaka
Neke poznatije pasmine mačaka su:
- Abesinska mačka
- Britanska kratkodlaka mačka[33]
- Chausie
- Europska kratkodlaka mačka
- Himalajska mačka[33]
- Maine coon
- Norveška šumska mačka[33]
- Orijentalna mačka[33]
- Perzijska mačka
- Pixie-bob
- Ragdoll mačka
- Ruska plava mačka
- Sibirska mačka
- Sijamska mačka
- Sveta Birmanska mačka[34]

## Vanjske poveznice

### Fotografije i crteži
- Visoko rezolucijske fotografije mačjeg mozga (engl.)

### Članci i leksikoni
- Luk je štetan za mačke (engl.)
- Wikiprojekt - Leksikon mačaka na njemačkom jeziku (njem.)

### Katalog mačaka
- Pasmine mačaka

## Projekti
|  | Zajednički poslužitelj ima još gradiva o temi Domaća mačka |
|  | Wikivrste imaju podatke o taksonu Domaćoj mački            |
|  | Wječnik ima rječničku natuknicu mačka                      |
|  | Wikicitati imaju zbirke citata o temi Mačke                |